# Sanae Abdi

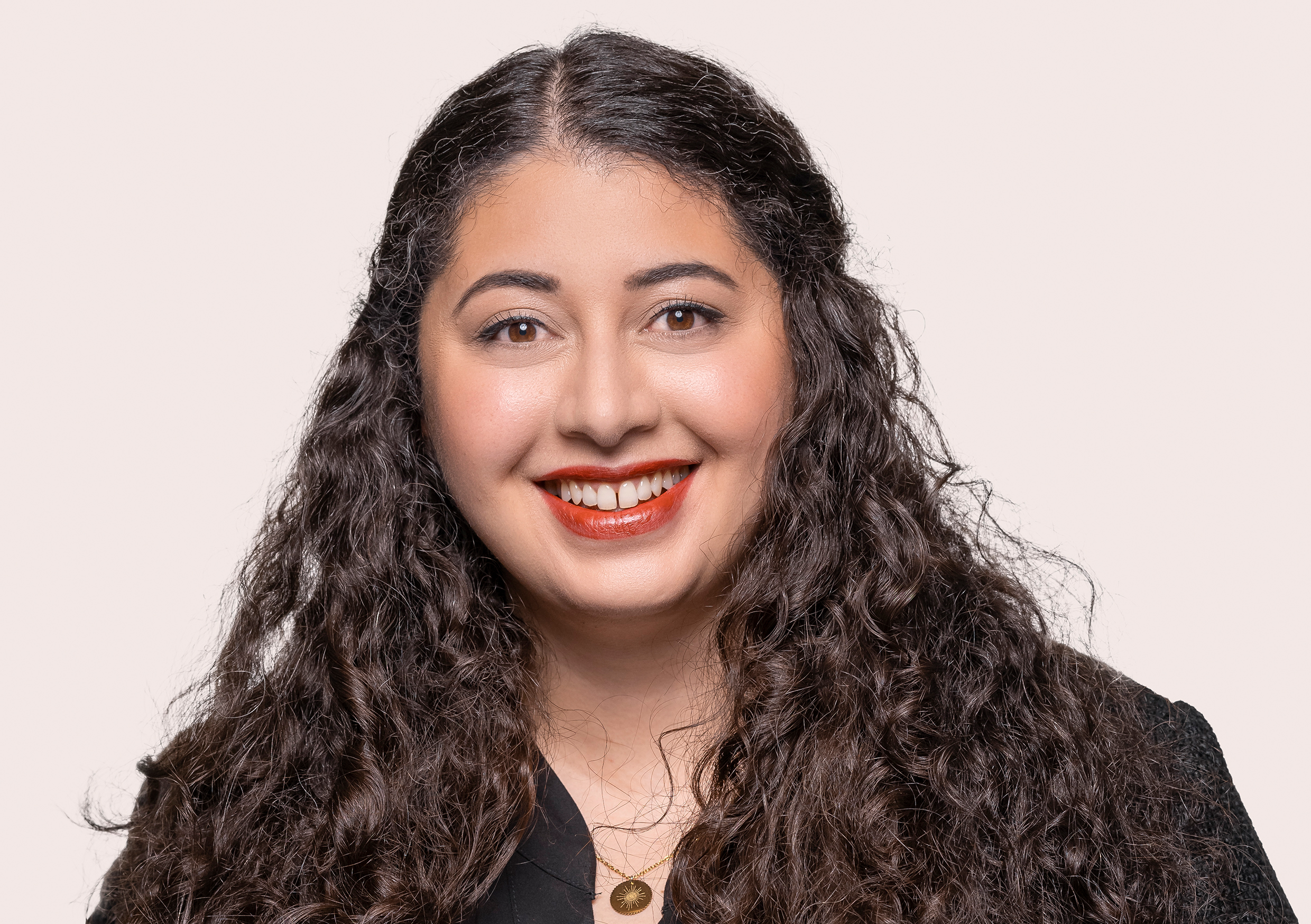
Sanae Abdi (2021)

Sanae Abdi (* 7. Juli 1986 in Tetouan, Marokko) ist eine deutsche Politikerin (SPD). Seit der Bundestagswahl 2021 ist sie durch das Direktmandat im Bundestagswahlkreis Köln I Mitglied des Deutschen Bundestages. Für die SPD-Bundestagsfraktion übernimmt sie das Amt der Sprecherin für wirtschaftliche Zusammenarbeit und Entwicklung. Außerdem ist sie seit 2023 eine der stellvertretenden Vorsitzenden der NRWSPD.

## Leben und Beruf
Abdi ist die Tochter eines sauerländischen Dachdeckers und einer marokkanischen Schneiderin. Die Mutter zog sie und ihre beiden jüngeren Geschwister alleine in Lüdenscheid auf. Nach ihrem Abitur an der Adolf-Reichwein-Gesamtschule in Lüdenscheid im Jahr 2005 studierte sie Rechtswissenschaften an der Philipps-Universität Marburg, der Rheinischen Friedrich-Wilhelms-Universität Bonn und der Universität zu Köln.
Anschließend arbeitete sie von 2013 bis 2018 als wissenschaftliche Mitarbeiterin und freie Mitarbeiterin in verschiedenen Kanzleien in Köln. Von 2018 bis 2021 war sie als Projektmanagerin bei der Deutschen Gesellschaft für Internationale Zusammenarbeit mit dem Schwerpunkt Controlling tätig.

## Politische Tätigkeiten
Sanae Abdi trat 2008 in die SPD ein. Seit 2018 ist sie Vorstandsmitglied des Kölner Ortsvereins Südstadt sowie der Arbeitsgemeinschaft sozialdemokratischer Frauen.
Im März 2021 setzte sie sich bei einer Kampfabstimmung um die Bundestagskandidatur für ihren Wahlkreis mit 83 von 151 Delegiertenstimmen gegen Simon Bujanowski und Timon Delawari durch. Zuvor hatte die Kölner SPD bestimmt, dass die vier Kölner Wahlkreise bei Bundestagskandidaturen paritätisch mit Männern und Frauen besetzt sein sollen. Der Bundestagswahlkreis war lange Zeit in SPD-Hand gewesen, bis 2017 Karsten Möring ihn erstmals seit 1961 knapp für die CDU gewinnen konnte. Abdi führte ihren Wahlkampf mit dem Slogan Sozial.Klima.Global. Ihre Kandidatur wurde von der Initiative Brand New Bundestag unterstützt. Zudem kandidierte sie auf Platz 40 der Landesliste der SPD Nordrhein-Westfalen. Bei der Bundestagswahl am 26. September 2021 errang Abdi schließlich das Direktmandat für den Bundestagswahlkreis Köln I. Sie setzte sich mit 27,9 % der Erststimmen gegen Lisa-Marie Friede (Bündnis 90/Die Grünen; 23,9 %) und den bisherigen Abgeordneten Karsten Möring (CDU; 22,6 %) durch und gehört seitdem dem 20. Deutschen Bundestag an. Am 14. Dezember 2024 wurde sie auf der Wahlkreiskonferenz erneut für ihren Wahlkreis als Direktkandidatin für die Bundestagswahl 2025 nominiert. Trotz großen Verlusten für die SPD bei der Bundestagswahl 2025, konnte sie ihr Direktmandat im Bundestagswahlkreis Köln I verteidigen und gehört seitdem dem 21. Deutschen Bundestag an. Abdi gewann mit 24,9 % denkbar knapp gegen ihre Konkurrentin Serap Güler (CDU; 24,6 %) und den drittplatzierten Roman Schulte (Bündnis 90/Die Grünen; 20,1 %).
Abdi ist die erste Bundestagsabgeordnete mit marokkanischen Wurzeln. Sie ist Obfrau ihrer Fraktion im Ausschuss für wirtschaftliche Zusammenarbeit und Entwicklung und ordentliches Mitglied im Ausschuss für Klimaschutz und Energie. Außerdem ist sie stellvertretendes Mitglied im Ausschuss für Wohnen, Stadtentwicklung, Bauwesen und Kommunen.
Sanae Abdi gehörte zu den Erstunterzeichnern eines im Juni 2025 veröffentlichten SPD-internen „Manifestes“, in dem eine Kehrtwende in der deutschen Außenpolitik und eine „behutsame“ Wiederaufnahme von diplomatischen Kontakten zur Russischen Föderation gefordert und für Abrüstung und Konflikteindämmung geworben wird.

## Mitgliedschaften
Abdi ist Mitglied bei ver.di.

## Privates
Abdi ist Muslimin und ledig.